# Коригум
Коригум (лат. Damaliscus lunatus korrigum, рус. Корригум) је подврста топи антилопе (лат. Damaliscus lunatus), врсте из породице шупљорожаца (Bovidae).

## Угроженост
Ова подврста се сматра рањивом у погледу угрожености врсте од изумирања.